# Qualcosa di meraviglioso
Qualcosa di meraviglioso (Fahim) è un film del 2019 diretto da Pierre-François Martin-Laval.
È un film biografico sul giocatore di scacchi bengalese Fahim Mohammad.

## Trama
Fahim e il padre Nura Mohammad, due profughi originari del Bangladesh, intraprendono un lungo viaggio con meta finale Parigi, città in cui trovano rifugio e in cui chiedono asilo politico alle autorità francesi.
La risposta iniziale del governo francese non è positiva e iniziano una vita da clandestini con la costante minaccia di essere espulsi dal paese. Ma una speranza c'è: la bravura di Fahim negli scacchi. Il suo talento viene notato dall'allenatore di scacchi Sylvain, il quale gli farà raggiungere e vincere il campionato nazionale, lo step ideale per ottenere l'asilo politico insieme a tutta la famiglia.